# 女優 (1947年の映画)
『女優』（じょゆう）は、1947年（昭和22年）12月29日公開の日本映画である。東宝製作・配給。監督は衣笠貞之助、主演は山田五十鈴。モノクロ、スタンダード、115分。
衣笠監督の戦後第3作目で、松井須磨子と島村抱月の恋愛事件を題材にした作品。同年に溝口健二監督が同じテーマの『女優須磨子の恋』を作っているが、評価は本作の方が高く、第21回キネマ旬報ベスト・テンで第5位となった。森繁久彌の映画初出演作である。

## あらすじ
20世紀初頭、明治後半の東京。新劇を推進する「文芸協会」は、大久保博士（進藤英太郎）、島村抱月（土方与志）が牽引する文化団体、劇団である。倉本源四郎（志村喬）が開いた「高等演劇場」の2階に仮事務所、仮教室を提供してもらった。ここで開かれる演劇の講義は、大久保、島村のほか、福原圭介（薄田研二）らが講師となって、新しい演劇を生み出そうと必死である。
誰にも増して熱心な生徒がいた。小林正子（山田五十鈴）である。平井陽三（石黒達也）の紹介でともに学ぶ正子は、2度結婚し、2度目の夫も家も捨て、上京した女である。ウィリアム・シェークスピアの『ハムレット』を試演、次の公演はヘンリック・イプセンの『人形の家』である。主役の女性・ノラを演じるのは、小林正子改め松井須磨子であった。
公演は成功、須磨子は賞賛を浴びた。ノラそのものの人生を生きる須磨子の迫真の演技が観客の胸を打たないはずはなかった。須磨子の人生は変わった。そして須磨子には、恩師・島村に尊敬以上の感情が生まれていた。
ある日、須磨子の友人であった平井が、求婚をしてきた。須磨子は予想外のことに驚き、島村に相談した。そのとき島村は、須磨子に強く惹かれている自分の存在に気づいた。しかし、島村は養子であった。古い家制度。ノラが打ち破ろうともがいたものそのものではないか。
島村と須磨子の恋愛は、大きな問題となり、二人は協会を脱退せざるを得なくなった。二人は新たに、さらに自由な演劇世界を求めて、「芸術座」を設立した。『早稲田文学』同人たちに励まされ、レフ・トルストイの『復活』を上演、以降、賞賛を再び勝ち取った。よろこびもつかのま、島村は病に倒れ、須磨子もその後を追った。

## スタッフ
- 監督：衣笠貞之助
- 製作：松崎啓次
- 脚本：久板栄二郎、衣笠貞之助
- 撮影：中井朝一
- 照明：平田光治
- 美術：平川透徹
- 録音：安恵重遠
- 音楽：早坂文雄

## キャスト
- 松井須磨子：山田五十鈴
- 島村抱月：土方与志
- 小林春吉：河野秋武
- 水島哲夫：伊豆肇
- 倉本壽一：沼崎勲
- 倉本源四郎：志村喬
- 大久保博士（モデル坪内逍遥）：進藤英太郎
- 春田史朗：北沢彪
- 河村弘二
- 長浜藤夫
- 生方功
- 江藤勇
- 浅田健三
- 大町文夫
- 河崎竪男
- 花沢徳衛
- 石島房太郎
- 三田国夫
- 榊田敬二
- 伊都子の母ちか：藤間房子
- 三味線弾き：田中筆子
- 戸塚京子：高野由美
- 研究所生：林佐知子
- 原ひさ子
- 立花満枝
- 谷間小百合
- 福原圭介：薄田研二
- 楽屋番平助：三島雅夫
- 平井陽三：石黒達也
- 高浜広雄：永田靖
- 清住曙光：伊達信
- 村上冬樹
- 松本克平
- 森繁久彌
- 伊都子の娘邦子：千石規子
- 抱月夫人伊都子：赤木蘭子

## 受賞歴
- 第21回キネマ旬報ベスト・テン 第5位
- 第2回毎日映画コンクール 音楽賞、録音賞
- 第1回日本映画技術賞（安恵重遠、平川透徹、平田光治）[2]